# 그라우어큰머리땃쥐
그라우어큰머리땃쥐(Paracrocidura graueri)는 땃쥐과에 속하는 포유류의 일종이다. 콩고민주공화국의 토착종이다. 자연 서식지는 아열대 또는 열대 기후 지역의 습윤 산지 숲이다.